# Jonathan Ferrari
Jonathan Marcelo Ferrari (Junín, Buenos Aires, Argentina; 8 de mayo de 1987) es un futbolista argentino. Juega de defensa y su equipo actual es Unión San Felipe que disputa la Primera B de chile.

## Trayectoria
Surgió de las inferiores del Club Atlético All Boys. En el 2011 fue fichado por el club San Lorenzo de Almagro de la Primera División del Fútbol Argentino. En el 2012 Retornó al Club Atlético All Boys. En el 2014 queda libre de All Boys, con el pase en su poder y fichó para jugar en el EC Vitória de la Serie A brasileña, junto con Damián Escudero. En julio de 2014, Ferrari fichó por Atlético de Rafaela para disputar el Torneo de Transición. En enero de 2015 llega a préstamo por 18 meses al Club Atlético Rosario Central,

## Estadísticas

### Clubes
Actualizado al 13 de diciembre de 2024
| All Boys Argentina | 3.ª                 | 2007-08             | 5   | 0  | — | — | -  | - | - | - | 5   | 0  | 0    |
| All Boys Argentina | 2.ª                 | 2008-09             | 20  | 0  | — | — | -  | - | - | - | 20  | 0  | 0    |
| All Boys Argentina | 2.ª                 | 2009-10             | 20  | 1  | — | — | -  | - | - | - | 20  | 1  | 0.05 |
| All Boys Argentina | 1.ª                 | 2010                | 1   | 0  | — | — | -  | - | - | - | 1   | 0  | 0    |
| All Boys Argentina | 1.ª                 | AP-2010             | 12  | 2  | — | — | -  | - | - | - | 12  | 2  | 0.16 |
| All Boys Argentina | 1.ª                 | CL-2012             | 10  | 1  | — | — | -  | - | - | - | 10  | 1  | 0,10 |
| All Boys Argentina | 1.ª                 | 2012-13             | 30  | 2  | — | — | 4  | 0 | - | - | 34  | 2  | 0,06 |
| All Boys Argentina | 1.ª                 | 2013                | 18  | 1  | — | — | -  | - | - | - | 18  | 1  | 0,05 |
| All Boys Argentina | 2.ª                 | 2019-20             | 5   | 1  | — | — | -  | - | - | - | 5   | 1  | 0,20 |
| All Boys Argentina | 2.ª                 | 2023                | 12  | 0  | — | — | 1  | 0 | - | - | 13  | 0  | 0    |
| All Boys Argentina | 2.ª                 | 2024                | 29  | 1  | — | — | -  | - | - | - | 29  | 1  | 0,03 |
| All Boys Argentina | 2.ª                 | 2025                | 0   | 0  | — | — | -  | - | - | - | 0   | 0  | 0    |
| All Boys Argentina | Total               | Total               | 162 | 9  | — | — | 5  | 0 | - | - | 167 | 9  | 0,05 |
| San Lorenzo Argentina | 1.ª                 | CL-2011             | 12  | 1  | — | — | -  | - | - | - | 12  | 1  | 0.08 |
| San Lorenzo Argentina | 1.ª                 | AP-2011             | 3   | 0  | — | — | -  | - | - | - | 3   | 0  | 0    |
| San Lorenzo Argentina | Total               | Total               | 15  | 1  | — | — | -  | - | - | - | 15  | 1  | 0.06 |
| Vitória · Brasil | 1.ª                 | 2014                | —   | —  | 4 | 2 | 1  | 0 | - | - | 5   | 2  | 0.40 |
| Vitória · Brasil | Total               | Total               | —   | —  | 4 | 2 | 1  | 0 | - | - | 5   | 2  | 0.40 |
| Atlético de Rafaela Argentina | 1.ª                 | 2014                | 11  | 0  | — | — | 3  | 0 | - | - | 14  | 0  | 0    |
| Atlético de Rafaela Argentina | Total               | Total               | 11  | 0  | — | — | 3  | 0 | - | - | 14  | 0  | 0    |
| Rosario Central Argentina | 1.ª                 | 2015                | 3   | 0  | — | — | -  | - | - | - | 3   | 0  | 0    |
| Rosario Central Argentina | Total               | Total               | 3   | 0  | — | — | -  | - | - | - | 3   | 0  | 0    |
| Patronato Argentina | 1.ª                 | 2016                | 15  | 0  | — | — | -  | - | - | - | 15  | 0  | 0    |
| Patronato Argentina | Total               | Total               | 15  | 0  | — | — | -  | - | - | - | 15  | 0  | 0    |
| Dalian Yifang China | 1.ª                 | 2017                | 27  | 2  | — | — | -  | - | - | - | 27  | 2  | 0.07 |
| Dalian Yifang China | Total               | Total               | 27  | 2  | — | — | -  | - | - | - | 27  | 2  | 0.07 |
| Sportivo Luqueño Paraguay | 1.ª                 | 2019                | 5   | 0  | — | — | -  | - | - | - | 5   | 0  | 0    |
| Sportivo Luqueño Paraguay | Total               | Total               | 5   | 0  | — | — | -  | - | - | - | 5   | 0  | 0    |
| Olimpia Honduras | 1.ª                 | 2019                | 7   | 1  | — | — | -  | - | 3 | 1 | 10  | 2  | 0.20 |
| Olimpia Honduras | Total               | Total               | 7   | 1  | — | — | -  | - | 3 | 1 | 10  | 2  | 0.20 |
| Liga de Portoviejo · Ecuador | 1.ª                 | 2020                | 19  | 1  | — | — | -  | - | - | - | 19  | 1  | 0.05 |
| Liga de Portoviejo · Ecuador | Total               | Total               | 19  | 1  | — | — | -  | - | - | - | 19  | 1  | 0.05 |
| CD Olmedo · Ecuador | 1.ª                 | 2021                | 12  | 0  | — | — | -  | - | - | - | 12  | 0  | 0    |
| CD Olmedo · Ecuador | Total               | Total               | 12  | 0  | — | — | -  | - | - | - | 12  | 0  | 0    |
| Manta FC · Ecuador | 2.ª                 | 2022                | 8   | 0  | — | — | 1  | 0 | - | - | 9   | 0  | 0    |
| Manta FC · Ecuador | Total               | Total               | 8   | 0  | — | — | 1  | 0 | - | - | 9   | 0  | 0    |
| Colón FC · Uruguay | 3.ª                 | 2022                | 5   | 1  | — | — | 1  | 0 | - | - | 6   | 1  | 0,16 |
| Colón FC · Uruguay | Total               | Total               | 5   | 1  | — | — | 1  | 0 | - | - | 6   | 1  | 0,16 |
| Gimnasia y Esgrima (Mendoza) Argentina | 2.ª                 | 2023                | 1   | 0  | — | — | -  | - | - | - | 1   | 0  | 0    |
| Gimnasia y Esgrima (Mendoza) Argentina | Total               | Total               | 1   | 0  | — | — | -  | - | - | - | 1   | 0  | 0    |
| Total en su carrera | Total en su carrera | Total en su carrera | 290 | 15 | 4 | 2 | 11 | 0 | 3 | 1 | 308 | 18 | 0,05 |
| (1) Incluye datos de Campeonato Baiano. (2) Incluye datos de Copa Argentina, Copa de Brasil, Copa do Nordeste y Copa Ecuador. (3) Incluye datos de Copa Sudamericana, Copa Libertadores, Recopa Sudamericana y Liga de Campeones de la Concacaf. |                     |                     |     |    |   |   |    |   |   |   |     |    |      |

Fuente: es.soccerway.com, Livefutbol.com y AUF Sitio Web Oficial

## Vida privada
Su hobbie es hacer modelaje y estuvo envuelto en un escándalo amoroso entre Cinthia Fernández y Victoria Santos.

### Accidente con fortuna
Ocurrió en el 2013 cuando conducía su Audi TT y en el que se vieron involucrados dos autos más, un Volkswagen Gol y un Fiat Palio. Impactando su vehículo con un restaurante de la cadena de comidas rápidas McDonald's, ubicado en Palermo, con saldo de dos personas con heridas leves.